# Jonas Schenderlein
Jonas Schenderlein (* 21. September 1996 in Jena) ist ein deutscher American-Football-Spieler auf der Position des Kickers. Er spielte College-Football an der Concordia University in St. Paul. Seit der Saison 2021 läuft er für Berlin Thunder in der European League of Football (ELF) auf.

## Werdegang
High School in Tennessee
Schenderlein spielte in seiner Jugend im Nachwuchs von FC Carl Zeiss Jena Fußball. Im Sommer 2013 begann er ein Austauschjahr an der Tennessee High School in Bristol. Da die Fußball-Saison der Vikings noch nicht begonnen hatte, versuchte er sich an der benachbarten Tri-Cities Christian School in Blountville bei einem Probetraining als Kicker im American Football. Das Team nahm ihn anschließend in den Kader auf. Nach der Football-Saison wurde er teamintern als Special Teams MVP ausgezeichnet. Auch im Fußball war Schenderlein erfolgreich. Er war nicht nur der beste Torjäger seines Teams, sondern brach auch den Schulrekord für erzielte Tore. Dennoch entschied sich Schenderlein dafür, seine Karriere im American Football fortzusetzen. Als er im Sommer 2014 nach Tennessee und zu seiner Gastfamilie zurückkehrte, tat er das ausschließlich als Teil des Football-Teams der Tri-Cities Christian School. In seinem zweiten Jahr als Kicker wusste er erneut zu überzeugen, sodass er zum zweiten Mal teamintern als Special Teams MVP ausgezeichnet sowie erstmals in das All-Star Team des High School Verbands berufen wurde.
College-Karriere in Minnesota
2015 verpflichtete sich Schenderlein für die Concordia University in St. Paul, die ihn mit einem kleinen Stipendium ausstatteten. Bereits in seinem ersten Jahr setzte er sich gegen die teaminterne Konkurrenz durch und kam in allen elf Spielen zum Einsatz. In seiner Karriere erzielte er zehn Field Goals aus einer Entfernung von mehr als 50 Yards, darunter das zweit- (58) und drittlängste (56) in der Geschichte der Universität. Mit den Golden Bears feierte er insgesamt zehn Siege bei 34 Niederlagen. Schenderlein erlangte über das College hinweg Aufmerksamkeit und war zweimal Finalist des Fred Mitchell Awards. Darüber hinaus wurde er 2018 von der Associated Press in das Division II All-America Second Team berufen.
Laufbahn im professionellen Football
Nach seiner College-Karriere wurde Schenderlein zu Trainingseinheiten der Minnesota Vikings und der Jacksonville Jaguars eingeladen, bekam aber anschließend keinen Vertrag angeboten. Stattdessen arbeitete er als Kicking Coach an der Concordia University. 2020 erhielt Schenderlein eine Einladung zum CFL Combine nach Toronto, doch fand dieser aufgrund der Covid-19-Pandemie nicht statt.
Zur Premierensaison der European League of Football 2021 wurde Schenderlein von Berlin Thunder verpflichtet. Nach einer durchwachsenen Saison mit großen Problemen in den Special Teams beendete Thunder die Saison mit einer Bilanz von 3:7 auf dem letzten Platz in der Nord-Division. Im März 2022 gab Berlin Thunder die Verlängerung mit Schenderlein für die Saison 2022 bekannt. In der vierten Spielwoche verwandelte er bei der Heimniederlage gegen die Leipzig Kings drei Field Goals, davon zwei aus einer Entfernung von 55 oder mehr Yards. Nach der Saison wurde Schenderlein teamintern mit dem Special Teams Award ausgezeichnet.

## Statistiken
| Jahr                                          | Team                   | Spiele | Field Goals | Field Goals | Field Goals | Field Goals | Field Goals | PATs 1 | PATs 1 | PATs 1 |
| Jahr                                          | Team                   | Spiele | FGM         | FGA         | Pct         | Lng         | Blk         | XPM    | XPA    | Pct    |
| --------------------------------------------- | ---------------------- | ------ | ----------- | ----------- | ----------- | ----------- | ----------- | ------ | ------ | ------ |
| NCAA Division II                              |                        |        |             |             |             |             |             |        |        |        |
| 2015                                          | Concordia Golden Bears | 11     | 04          | 07          | 57,14       | 43          | 0           | 22     | 23     | 095.65 |
| 2016                                          | Concordia Golden Bears | 10     | 07          | 09          | 77,78       | 52          | 0           | 28     | 28     | 100.00 |
| 2017                                          | Concordia Golden Bears | 11     | 18          | 25          | 72,00       | 58          | 1           | 21     |        |        |
| 2018                                          | Concordia Golden Bears | 11     | 13          | 20          | 65,00       | 56          | 2           | 26     |        |        |
| College Gesamt                                | College Gesamt         | 43     | 42          | 61          | 68,85       | 58          | 3           | 97     | 99     | 097.98 |
| European League of Football                   |                        |        |             |             |             |             |             |        |        |        |
| 2021                                          | Berlin Thunder         | 10     | 04          | 09          | 44,44       | 36          | 3           | 06     | 17     | 035,29 |
| 2022                                          | Berlin Thunder         | 12     | 18          | 26          | 69,23       | 56          | 4           | 17     | 29     | 058,62 |
| 2023                                          | Berlin Thunder         | 11     | 8           | 11          | 72,73       | 46          | 1           | 19     | 33     | 057,58 |
| ELF Gesamt                                    | ELF Gesamt             | 33     | 30          | 46          | 65,22       | 56          | 8           | 42     | 79     | 053,16 |
| Quellen: cspbears.com, sportsmetrics.football |                        |        |             |             |             |             |             |        |        |        |

| Jahr                            | Team           | Spiele | Field Goals | Field Goals | Field Goals | Field Goals | Field Goals | PATs 1 | PATs 1 | PATs 1 |
| Jahr                            | Team           | Spiele | FGM         | FGA         | Pct         | Lng         | Blk         | XPM    | XPA    | Pct    |
| ------------------------------- | -------------- | ------ | ----------- | ----------- | ----------- | ----------- | ----------- | ------ | ------ | ------ |
| European League of Football     |                |        |             |             |             |             |             |        |        |        |
| 2023                            | Berlin Thunder | 1      | 1           | 1           | 100,00      | 52          | 0           | 0      | 0      | 0      |
| ELF Gesamt                      | ELF Gesamt     | 1      | 1           | 1           | 100,00      | 52          | 0           | 0      | 0      | 0      |
| Quellen: sportsmetrics.football |                |        |             |             |             |             |             |        |        |        |

## Privates
Schenderlein hat eine ältere Schwester und einen jüngeren Bruder. Er besuchte das Jenaer Sportgymnasium. 2019 schloss er seinen Bachelor Business Management mit dem Nebenfach Rechnungswesen ab. Anschließend nahm er ein Masterstudium im Fach Sportmanagement auf.

## Trivia
Schenderlein soll im Training bereits ein Field Goal aus einer Entfernung von 72 Yards verwandelt haben. Ein von ihm aus 33 Yards erzieltes Field Goal vom 20. Juni 2021 im Spiel gegen die Leipzig Kings wird in den offiziellen ELF-Statistiken fälschlicherweise Louis Rieger zugeschrieben (Stand: 10. Juli 2022).